# Rich Lambourne
Richard Edward Lambourne (Louisville, 6 de maio de 1975) é um jogador de voleibol dos Estados Unidos da América. Em 2008 foi campeão com a seleção estadunidense nos Jogos Olímpicos de 2008, em Pequim.

## Carreira
Em 2001 Lambourne foi convocado pela primeira vez para a seleção nacional e no Campeonato da NORCECA foi eleito o melhor defensor da competição. Após ficar na reserva dos atletas que competiram nos Jogos Olímpicos de Atenas, em 2004, Rich foi mais requisitado na seleção no ano seguinte, quando disputou as qualificatórias para o Campeonato Mundial de 2006, ganhou o campeonato continental e a Copa América e obteve a medalha de prata na Copa dos Campeões.
Em 2007 conquistou a medalha de prata nos Jogos Pan-Americanos do Rio de Janeiro e o quarto lugar na Copa do Mundo. Antes fora eleito o melhor líbero da Liga Mundial daquele ano.
Participou de sua primeira Olimpíada em Pequim 2008 onde os Estados Unidos conquistaram a medalha de ouro com uma vitória sobre o Brasil na final. Antes havia conquistado o inédito título da Liga Mundial no Rio de Janeiro, onde foi o melhor líbero da fase final.